# گرگ تنها
حملهٔ گرگ تنها، یا حملهٔ بازیگر تنها، نوعی خاص از کشتار جمعی است که در یک محیط عمومی توسط فردی انجام می‌شود که خودش برنامه‌ریزی می‌کند و این عمل را انجام می‌دهد. در ایالات متحده معمولاً چنین حملاتی با سلاح گرم انجام می‌شود. در کشورهای دیگر، گاهی از چاقو برای انجام چاقوهای دسته جمعی استفاده می‌شود. اگرچه تعاریف متفاوت است، اکثر پایگاه‌های اطلاعاتی به حداقل چهار قربانی (از جمله مجروحان) نیاز دارند تا این رویداد به‌عنوان یک قتل جمعی در نظر گرفته شود.
حمله‌های گرگ‌های تنها به موضوع پژوهش‌های دانشگاهی تبدیل شده‌است. مطالعات نشان داده‌است که برخی از حمله‌های گرگ‌های تنها به‌دلیل نارضایتی شخصی و تمایل به تلافی انجام می‌شوند، درحالی‌که برخی دیگر اقدامات تروریستی هستند که با هدف ایجاد ترس و تأثیرگذاری بر شیوهٔ فکر مردم انجام می‌شوند.
تعریف آکادمیک تیراندازی دسته جمعی گرگ‌های تنها به این معنی است که در یک محیط عمومی رخ می‌دهد و کشتن چند نفر را در صورتی که این مرگ‌ها در هنگام ارتکاب جنایات دیگر مانند سرقت از بانک یا در طول جنگ باند اتفاق بیفتد، مستثنی می‌کند. این تعریف همچنین قتل‌هایی مانند خانواده‌کشی را که عامل آن دیگر اعضای خانواده خود را در یک محیط خصوصی می‌کشد، مستثنی می‌کند. گرانت دوو، جرم‌شناس، ۸۴۵ تیراندازی دسته جمعی را در ایالات متحده بین سال‌های ۱۹۷۶ تا ۲۰۱۸ شناسایی کرد. با این حال، تنها ۱۵۸ مورد از آنها معیارهای تیراندازی یک گرگ تنها را که در یک محیط عمومی رخ داده بود، داشتند.
توصیف گرگ تنها از مفهوم گرگ تنها مشتق شده‌است، حیوانی که گله خود را ترک کرده یا از آن حذف شده‌است. این اصطلاح خاص بیشتر توسط مجریان قانون آمریکایی استفاده می‌شود تا توسط دانشگاهیان که این پدیده را مطالعه می‌کنند.